# Rizomorfo

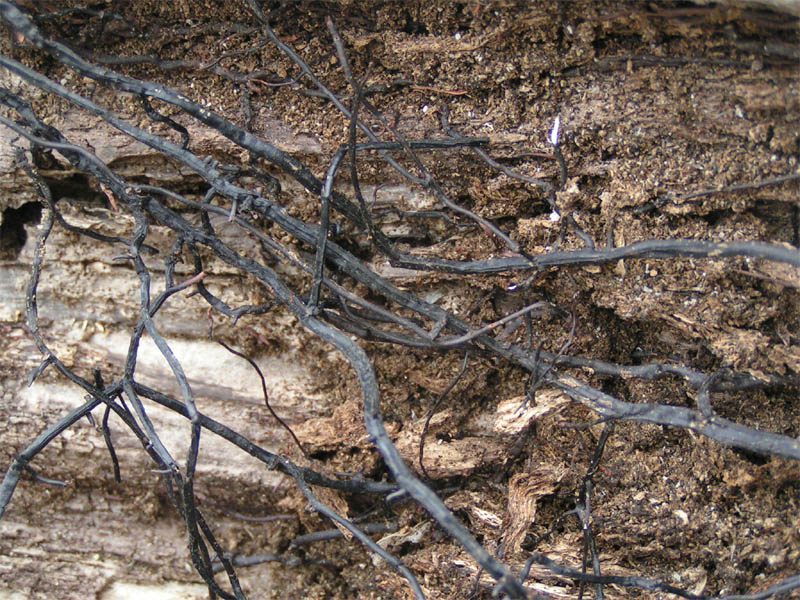
Rizomorfo

Rizomorfo significa dall'aspetto simile ad una radice ed indica una forma d'accrescimento miceliare in cui le cellule si sviluppano in modo apicale, pare per una deficienza di azoto amminico.
Si è osservato nelle colture di laboratorio che l'apporto di azoto favorisce nell'ifa la crescita di ramificazioni dalle pareti laterali.
Se il substrato è deficitario di quest'elemento, le ife si affastellano in senso longitudinale (solo raramente si crea qualche anastomosi) e crescono in modo apicale fino a quattro o cinque volte più velocemente del normale.
Questo fenomeno può avere origine da un micelio primario, generato ad esempio da una basidiospora, detto monocariotico, o da un dicarion, micelio secondario, dove due ife compatibili monocariotiche si sono unite.

Le rizomorfe di Armillaria mellea non presentano giunti a fibbia.